# Análisis por inyección en flujo.

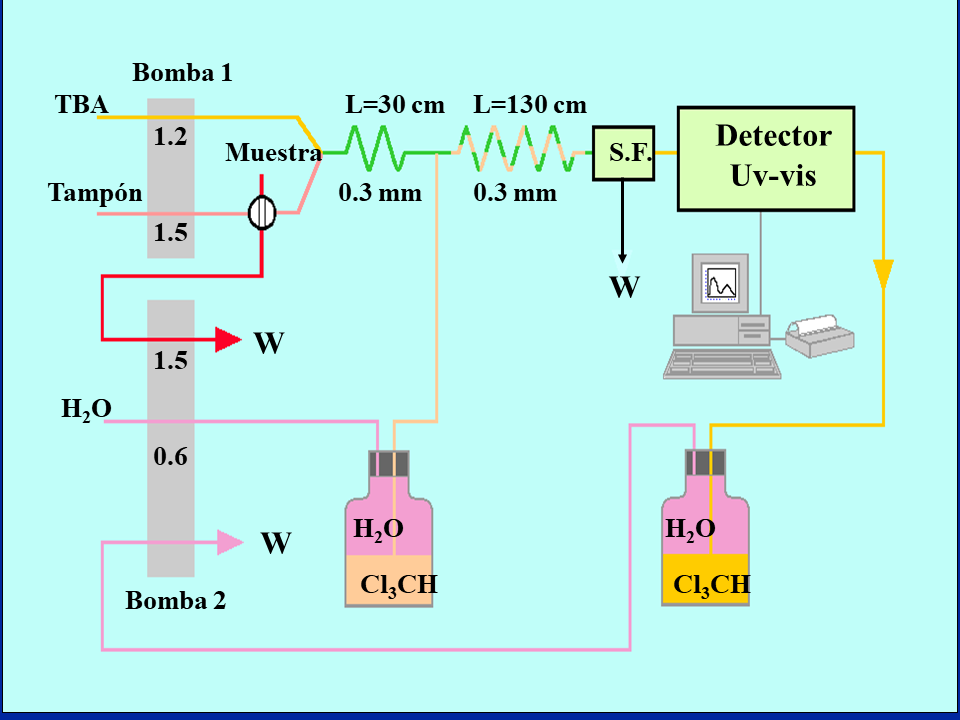
Diagrama FIA para una determinación fotométrica de un analito que requiere una extracción previa en cloroformo

El Análisis por Inyección en Flujo, o FIA por su nombre en inglés (Flow Injection Analysis), es una metodología técnica corrientemente utilizada en el análisis químico para manipular disoluciones, mezclar reactivos o transportar los componentes de las diferentes reacciones o los productos de las reacciones hasta el detector o instrumento donde se realiza la medida analítica. Se logra inyectando la muestra en disolución, en una corriente portadora que fluye a través de diferentes tubos, transportando los reactivos. El principio es similar al del análisis de flujo segmentado (SFA), pero no se inyecta aire en la muestra ni en las corrientes de reactivo. Mediante esta técnica es posible analizar un gran número de muestras de manera fácil y rápida, a la vez que minimizar  posibles errores de contaminación o manipulación.

## Historia
El análisis por inyección en flujo (FIA) fue descrito por primera vez por Ruzicka y Hansen en Dinamarca y Stewart y colaboradores en Estados Unidos, a mediados de la década de 1970. FIA es una técnica popular, simple, rápida y versátil que ocupa una posición bien establecida en la química analítica moderna y tiene una aplicación generalizada en el análisis químico cuantitativo. Se puede decir que FIA es un ejemplo de un analizador de flujo continuo, en el que se puede introducir secuencialmente muestras a intervalos regulares en una corriente portadora líquida que las transporta al detector.

## Descripción general
FIA es un método automatizado de análisis químico en el que se inyecta una muestra en una solución portadora que fluye por diferentes conducciones mientras se va mezclando con otros reactivos, hasta llegar a un detector. Durante los últimos 40 años, las técnicas FIA se han desarrollado una amplia gama de aplicaciones analíticas, utilizando espectrofotometría, espectroscopía de fluorescencia, espectroscopía de absorción atómica, espectrometría de masas y otros métodos de análisis instrumental para la detección.

El tratamiento automatizado de las muestras, la alta repetibilidad, la adaptabilidad a la miniaturización, la reducción de desechos y la economía de reactivos en un sistema que opera a niveles de microlitros, son algunas de las muchas ventajas que contribuyen a la aplicación de la inyección de flujo en ensayos analíticos del mundo real. Sobre FIA, sus aspectos teóricos, prácticos y aplicaciones, existen en la actualidad numerosos artículos científicos y monografías. 

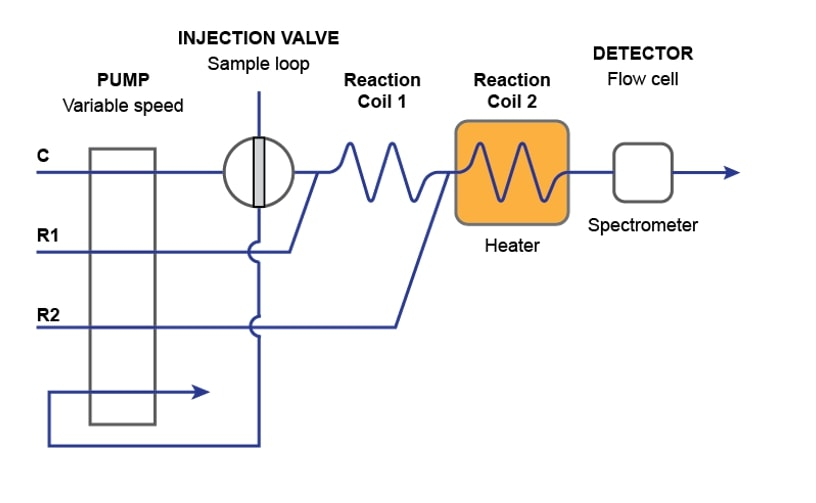
Diagrama que muestra los conceptos básicos del análisis de inyección de flujo.

En el procedimiento general utilizado en FIA, la muestra que contiene el analito, se inyecta en una corriente de disolución portadora, que es impulsada por una bomba peristáltica. La inyección de la muestra se realiza bajo dispersión controlada en volúmenes conocidos, generalmente utilizando una válvula de inyección dotada de un bucle de carga que contiene una cantidad conocida de muestra. La muestra transportada por la disolución portadora, se va uniendo con los  diferentes reactivos en determinados puntos de mezcla para, seguidamente, ser llevados hasta un tubo en espiral o serpentín ("coil" de reacción en el argot técnico) donde se produce la reacción.  El tiempo necesario para que se produzca la reacción está controlado por la bomba y por la longitud del  serpentín de reacción. tras lo cual, el producto de la reacción fluye a través de un detector. En muchos de los casos, el detector es un espectrofotómetro, ya que las reacciones suelen producir un producto que absorben radiación electromagnética en la región ultravioleta-visible, aunque también se pueden utilizar otros tipos de detectores, espectrofotométricos o electroanalíticos, según las características de los analitos a determinar. Después de pasar a través del detector, la muestra, exceso de reactivos, portador y demás residuos, se hacen fluir hacia un depósito de desechos.

### Dispersión de la muestra.
Cuando se inyecta una muestra en la corriente portadora, tiene un flujo rectangular. A medida que la muestra se transporta a través de la zona de mezcla y reacción, el ancho del perfil de flujo aumenta a medida que la muestra se dispersa en la corriente portadora. La dispersión es el resultado de dos procesos: uno de convección debido al flujo de la corriente portadora y otro de difusión debido a un gradiente de concentración entre la muestra y la corriente portadora. La convección de la muestra se produce por flujo laminar, en el que la velocidad lineal de la muestra en las paredes del tubo es cero, mientras que la muestra en el centro del tubo se mueve con una velocidad lineal dos veces mayor que la de la corriente portadora. El resultado final es un perfil de flujo parabólico, que  hace que la señal del detector se registre como una curva gaussiana asimétrica, de aspecto similar a los picos cromatográficos.

### Detectores
El detector debe disponer de una celda de medida en flujo y se sitúa a continuación del serpentín o "coil" de reacción. La elección del detector se hace en función de las propiedades fisicoquímicas. En función de dichas propiedades, genera una señal que debidamente procesada da lugar a un gráfico a partir del cual se pueden deducir líneas de calibrado, cuando se inyectan patrones u otro tipo de información analítica.
Se pueden utilizar muchos tipos de detectores, como por ejemplo: 
- espectrofotómetro
- fluorímetro
- electrodo selectivo de iones
- biosensores
- espectrómetro de masas